# Michaiah Shobek
Michaiah Shobek (nacido como James Michael Shoffner; 1954-19 de octubre de 1976), también conocido como El asesino de los ángeles de Lucifer (The Angels of Lucifer Killer), fue un asesino en serie estadounidense que asesinó a tres turistas estadounidenses en las Bahamas entre diciembre de 1973 y enero de 1974. Posteriormente fue ejecutado por sus crímenes.

## Biografía
Nacido como James Michael Shoffner en Milwaukee, Shobek creció con su madre, Juanita Spencer, personal de limpieza en una escuela de Milwaukee, sin llegar a conocer a su padre. A los dos años de edad se contagió de una enfermedad viral que le causó daño cerebral permanente. De adulto, comenzó a trabajar como empleado de mantenimiento, con el sueño de convertirse algún día en compositor. En noviembre de 1973, cuando tenía 17 años, se mudó a las Bahamas para “vagar”, cambiándose el nombre por el de Michaiah Shobek.

### Asesinatos
El 5 de diciembre de 1973, Shobek asesinó a su primera víctima, Paul V. Howell, un abogado de 50 años de Massillon, Ohio, quien se encontraba en una convención. Howell se hallaba en su cuarto del hotel la noche del miércoles cuando escuchó un golpe inesperado en la puerta; fue apuñalado en el pecho y garganta inmediatamente después de abrirla, muriendo en el instante. La policía sospechó que pudo haber sorprendido a ladrones, y se centró en esa teoría, mientras que el cuerpo de Howell fue enviado para ser preparado para los servicios fúnebres en Ohio.
El 18 de enero del año siguiente, Shobek asesinó a su segunda víctima, Irvin Bernstein, un contador de 44 años empleado en el Ministerio de Pesca, de Ocean City, Nueva Jersey. Bernstein había llegado a Nasáu desde Miami en un vuelo de Air Bahamas el día anterior, y Shobek lo vio y se ofreció a llevarlo. Llevó a Bernstein desde el aeropuerto, fingiendo insinuaciones sexuales para que no se diera cuenta de que no se dirigían al hotel.
Cuando Shobek detuvo el auto y sacó un cuchillo, Bernstein abrió la puerta e intentó escapar, pero fue atrapado y apuñalado hasta morir; su cuerpo fue encontrado en Yamacraw Beach al día siguiente, solo con calcetines y zapatos puestos, y con múltiples puñaladas. Junto al cuerpo se encontraron un bolígrafo y un par de gafas de sol pertenecientes a Shobek, mientras que en Isla Paradise, casi a 13 kilómetros de distancia, se encontró una mochila negra con algunos de los documentos de Bernstein, además de la licencia de conducir de su asesino. Cuando Shobek fue arrestado más adelante, tenía en su posesión el bolígrafo de Bernstein.
El 26 de enero, Shobek asesinó a su última víctima, Katie Smith, de 17 años, de Detroit, quien había llegado de visita a las Bahamas con un grupo de estudiantes acompañados. Se le vio caminando con Shobek el día antes del asesinato, y al día siguiente su cuerpo fue encontrado en una zanja junto a una caja de cartón, con señales de haber sido estrangulada hasta morir.

### Arresto, juicio y ejecución
Shobek fue finalmente arrestado por el asesinato de Bernstein, pero su juicio se pospuso, ya que había una investigación por robo en un banco en proceso. Cuando se reanudó en 1975, Shobek confesó los otros asesinatos, declarando que las víctimas eran “ángeles de Lucifer”, y que Dios le había ordenado que los matara. Si bien al principio fue sentenciado a morir en la horca el 8 de octubre únicamente por el asesinato de Bernstein, se le concedió una prórroga indefinida tras una apelación presentada por la embajada de Estados Unidos, en la que se alegaba que no se había proporcionado información sustancial al tribunal.
Durante un examen psiquiátrico, las autoridades se enteraron de que Shobek había viajado entre Estados Unidos y las Bahamas por casi dos años. Se desconoce si asesinó a más personas durante dicho período.
La ejecución de Shobek se aplazó hasta el 19 de octubre, cuando iba a ser ejecutado en la Prisión de Fox Hill. El día antes de la ejecución, un abogado de Legal Aid Society, representando a la madre de Shobek, se dirigió al entonces presidente Gerald Ford para hacer una apelación de último minuto, pero la solicitud fue rechazada por un asesor presidencial. Por lo tanto, Michaiah Shobek fue colgado; más tarde, Addington Darville, Jefe del Departamento de Investigación, confirmó la muerte. En ese momento, Shobek fue el primer estadounidense en ser colgado en las Bahamas en 15 años.